# Inhambu-serra

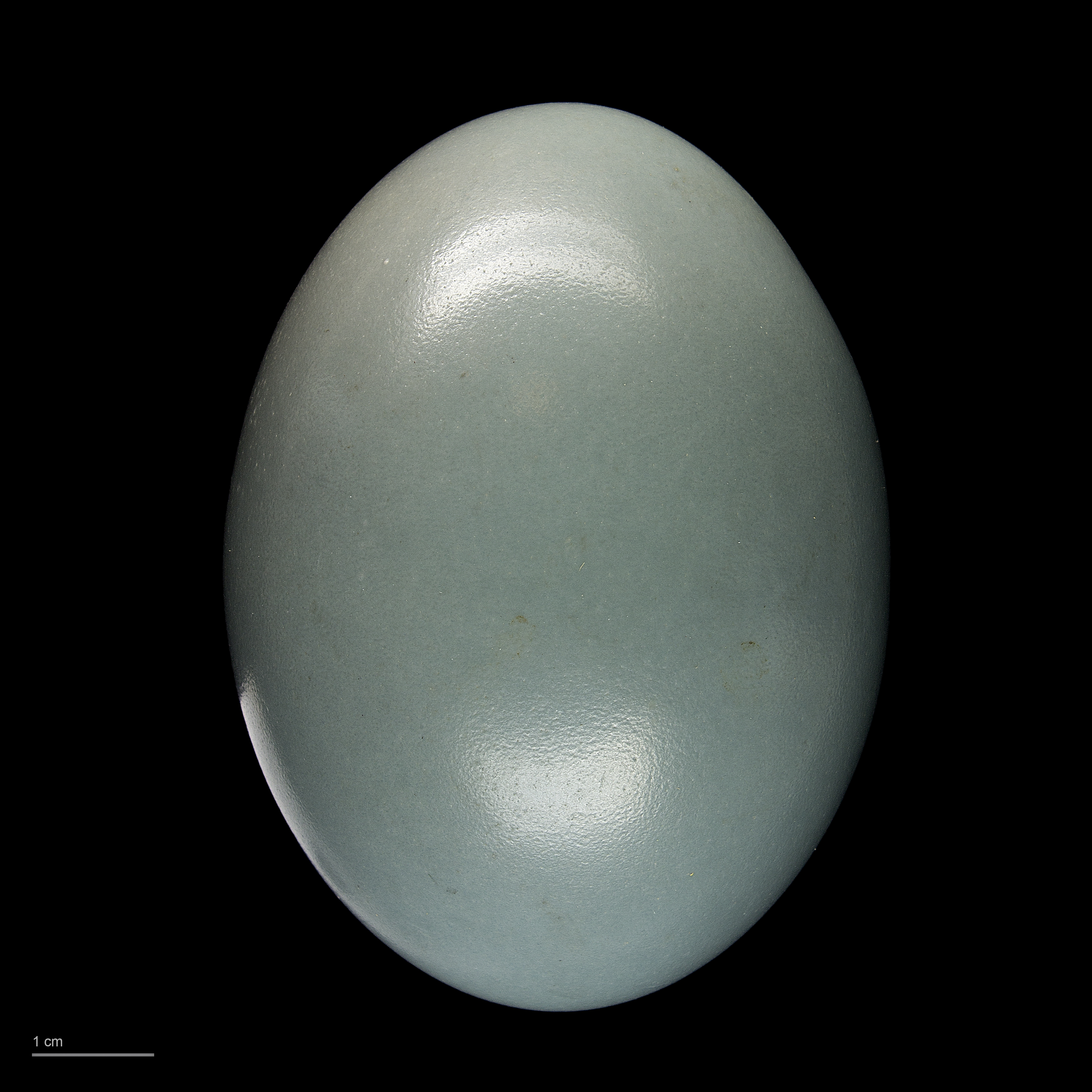
Tinamus major - MHNT

Inhambu-serra (nome científico: Tinamus major), é uma ave tinamiforme florestal, terrícola, que vive em regiões de mata de várzea no norte e centro-oeste do Brasil. Essa espécie e suas subespécies ocupam vasta distribuição geográfica, abrangendo as Américas do Sul e Central, até o México.
É ave cinegética. É muito arisca e sua plumagem apresenta excelente coloração de camuflagem. Na região Norte do Brasil, divide seu habitat com outras espécies do gênero Tinamus, como a azulona (Tinamus tao) e o macuquinho ou inhambu-galinha (Tinamus guttatus), o menor representante do gênero. A subespécie de maior ocorrência nessa região é a Tinamus major olivascens.

## Subespécies
São reconhecidas doze subespécies, das quais quatro têm ocorrência no Brasil:
- Tinamus major major (Gmelin, 1789) - ocorre do leste da Venezuela até as Guianas e no norte do Brasil;
- Tinamus major percautus (Van Tyne, 1935) - ocorre do sudeste do México, na península de Yucatán, até a região de Petén na Guatemala e também em Belize;
- Tinamus major robustus (P. L. Sclater & Salvin, 1868) - ocorre nas planícies do sudeste do México até a Guatemala e o norte da Nicarágua;
- Tinamus major fuscipennis (Salvadori, 1895) - ocorre do norte da Nicarágua até a Costa Rica e oeste do Panamá;
- Tinamus major castaneiceps (Salvadori, 1895) - ocorre no sudoeste da Costa Rica e no oeste do Panamá;
- Tinamus major brunneiventris (Aldrich, 1937) - ocorre na região central e sul do Panamá;
- Tinamus major saturatus (Griscom, 1929) - ocorre na costa do Oceano Pacífico do leste do Panamá e no noroeste da Colômbia;
- Tinamus major latifrons (Salvadori, 1895) - ocorre no sudoeste da Colômbia e no oeste do Equador;
- Tinamus major zuliensis (Osgood & Conover, 1922) - ocorre na região tropical do nordeste da Colômbia e oeste da Venezuela;
- Tinamus major olivascens (Conover, 1937) - ocorre na Amazônia brasileira;
- Tinamus major serratus (Spix, 1825) - ocorre no extremo sul da Venezuela e na região adjacente do norte do Brasil;
- Tinamus major peruvianus (Bonaparte, 1856) - ocorre do sudeste da Colômbia a leste da Cordilheira dos Andes até a Bolívia e no extremo oeste do Brasil.

## Etimologia
O nome inhambu-serra é o selecionado pelo Comitê Brasileiro de Registros Ornitológicos (CBRO) para designar esta espécie. Popularmente, ela também é conhecida como inambu-serra, inhambu-de-cabeça-vermelha, macuco-do-pantanal, inhambu-açu, inhambu-grande, macuco-do-cocuruto-vermelho, macuco-do-igapó e macuco-de-topete.

## Alimentação
Alimenta-se de vermes, insetos, sementes, brotos e frutos.

## Reprodução
A espécie pratica a poligiandria, ou seja, um grupo de machos tem uma relação exclusiva com um grupo de fêmeas, e dentro deste grupo qualquer macho pode se acasalar com qualquer fêmea. A fêmea põe cerca de três ovos (arredondados de cor azul) em cinco ou seis dias. Os ovos são depositados sobre folhas ou entre raízes, sem proteção alguma, e a responsabilidade de chocá-los é do macho, que passa os 17 dias seguintes chocando e tentando protegê-los.